# Naisey-les-Granges
Naisey-les-Granges é uma comuna francesa na região administrativa de Borgonha-Franco-Condado, no departamento de Doubs. Estende-se por uma área de 25,13 km². Em 2010 a comuna tinha 815 habitantes (densidade: 32,4 hab./km²).